# Fleca Boix
La Fleca Boix era una obra de Girona inclosa a l'Inventari del Patrimoni Arquitectònic de Catalunya.

## Descripció
És un establiment comercial que ocupa la planta baixa d'un edifici residencial. La façana és ocupada per una gran obertura amb la porta d'entrada, l'aparador i el rètol. En s'hi troben combinades la fusteria vernissada amb els elements ornamentals i simbòlics de ferro forjat que fan referència a l'espiga de blat. En el interior es conserven els arrambadors i els emplafonats del sostre.

## Història
Originàriament era la fleca Pont. El rètol superior amb l'actual nom de "Boix", ha estat canviat no fa gaires anys. En el interior han estat eliminats el taulell original, el qual s'ha traslladat de lloc i la vidriera emplomada que separava el menjador de la botiga. Aquest canvis han comportat un deteriorament de la imatge formal de local.